# Tarnobrzeg
Tarnobrzeg thị trấn ở miền nam Ba Lan. Các khu nghỉ mát nổi tiếng của khai thác lưu huỳnh.